# 范志强 (足球运动员)
范志强（1989年8月22日—），出生于天津，中国足球运动员。

## 简介
范志强在小学毕业后，考入了十三中河西绿茵足校，15岁进入了泰达足校，2007年帮助泰达队三线队拿到预备队足协杯亚军的范志强与其他三位队友一起入选了中国国青队。
2009年，范志强进入天津泰达的一线队球员名单。同年7月，范志强代表由天津泰达二线队球员组成的天津队参加全运会，在小组赛最后一轮比赛中，天津队不敌北京队无缘小组出线，由于不满裁判判罚，天津队九名队员赛后追打裁判，范志强被认定是其中一人受到中国足协重罚被禁赛两年，范志强被重罚后未被天津泰达放弃。而在禁赛两年期间，范志强进入天津师范大学读书。
2011年7月，范志强禁赛期满时正值球员二次转会期间，天津泰达为他办理参赛证让范志强可以代表球队参加中超联赛。同时，范志强因代表天津师范大学参加大学生联赛表现出色入选中国大运队成为队中四名非北京理工大学学生之一。参加8月在深圳举行的世界大学生运动会范志强在5场比赛中打进4球是中国队进球最多的球员，因其出色表现受到关注
2011年10月2日，范志强代表天津泰达在与长春亚泰的比赛中，首次在中超联赛登场。然而在10月15日客场对阵南昌衡源之前，却遭受了十字韧带撕裂的损伤，导致其不得不于2012年8月去德国治疗养伤，直到2012年11月重回俱乐部效力。
由于长时间因受伤没有训练比赛，再加上2013赛季天津泰达保级形势严峻，天津泰达不得不精简一线队球员数量。2013年7月，范志强被租借至深圳風鵬，回到其足球生涯的高光舞臺深圳大運中心體育場征戰中乙，以保持其运动状态。
2014年，深圳风鹏由于资金不足，暂时解散。范志强于2014年7月转会至大连超越足球俱乐部。2015年重返天津泰达。